# Shū Kamo
Shū Kamo (加茂 周?, Kamo Shū; Hyogo, 29 ottobre 1939) è un dirigente sportivo, ex calciatore e allenatore di calcio giapponese.

## Carriera

### Allenatore
Dopo un breve periodo da calciatore dello Yanmar Diesel (ricoprì il ruolo di attaccante), ne entrò nello staff tecnico dopo il suo ritiro dal calcio giocato, avvenuto nel 1967. Nel 1974 ebbe il primo incarico di allenatore assumendo la guida tecnica del Nissan Motors: sotto la sua direzione, durata tre lustri (salvo una breve interruzione nel corso della stagione 1985-1986, in cui si alternò con Tamotsu Suzuki), la squadra riuscì a scalare le categorie del campionato giapponese, a proporsi tra le candidate al titolo nazionale giungendo al secondo posto per due stagioni consecutive e vincendo quattro edizioni della Coppa dell'Imperatore. Nel 1989, subito dopo la vittoria del titolo nazionale con il Nissan Motors, Kamo passò all'All Nippon Airways inizialmente come direttore sportivo poi, dal 1991, come allenatore.
I risultati conseguiti con la squadra (la vittoria della Coppa dell'Imperatore nel 1993) valsero a Kamo la guida tecnica della nazionale giapponese con cui raggiunse le semifinali di Coppa d'Asia nel 1996. Lasciato l'incarico durante le qualificazioni al campionato mondiale del 1998, Kamo ottenne alcuni incarichi dirigenziali nell'Albirex Niigata e, dal 1999 al 2000, la guida tecnica del Kyoto Purple Sanga.

### Altre attività
Negli anni duemila Kamo affiancò, alla guida tecnica di club calcistici universitari, quella di commentatore ed opinionista sportivo per le emittenti NHK e NTV.

## Palmarès
- Japan Soccer League: 1

1988-1989
- Coppa dell'Imperatore: 2

Nissan Motors : 1983, 1985, 1988
Yokohama Flügels: 1993
- Japan Soccer League Cup: 2

1988